# デス・バスターズ

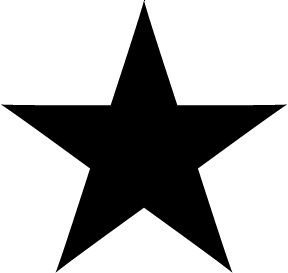
デス・バスターズのシンボルマークの黒い星

デス・バスターズは、メディアミックス作品『美少女戦士セーラームーン』に登場する悪の組織。原作漫画第3部、初代テレビアニメ『S』、『Crystal』第3期に登場する。

## 概要
第3部デス・バスターズ編に登場する悪の組織。滅亡した母星・タウ星系から死の運命を回避すべく、卵の状態で飛来した「ダイモーン」と呼ばれる異次元の怪物たち。才能ある若者を集めた東京都の超エリート校・私立無限学園に潜み、地球人に同化（器化）してファラオ90に力を捧げながら地球を侵略しようとした。黒い星のマークをシンボルに持ち、科学と魔術を操る。
原作
暗黒も飲み込む重力の墓場と化したタウ星系から持ち出した「タイオロン・クリスタル」のエネルギーを失い、マッドサイエンティストの遺伝子工学者・土萠創一教授と結託。東京湾埋め立て地の無限三角洲に生まれた謎のエネルギー空間「オメガ・エリア」の中心地・無限洲に無限学園を建て、無限学園生徒の美しく純粋な魂の結晶「聖体（オスティー）」をファラオ90に捧げ続けた。聖体を抜き取った人間の体（器）にダイモーンの卵を移植し続けているが、ほとんどの卵は器化に失敗して先祖がえりを起こしてしまう。
初代テレビアニメ
土萠創一教授の実験室に飛来して大火災を起こし、土萠ほたるの救出を条件に土萠教授に寄生、無限学園を建設した。人間を器化した幹部と無機物を器化した一般兵士がいる。土萠教授の研究グループを隠れ蓑に活動し、巨大なエネルギーを秘めた「伝説の聖杯」を求め、ピュアな心を持つ人間に宿る「純（ピュア）な心の結晶」の中に隠された聖杯召喚の鍵・タリスマンを探してターゲットに選んだ人間を襲っていった。強い想いがこもったピュアな心の結晶には強力なエネルギーが宿り、「沈黙のメシア」と呼ばれるミストレス9がファラオ90に捧げようとした。

## 首領格
師ファラオ90（マスター・ファラオナインティ）
声優 - 土師孝也（Crystal）
滅亡した故郷から飛来した異界の支配者。ダイモーンに力を与える邪悪なエネルギーの集合体で、デス・バスターズに崇められている。
原作と『Crystal』
ブラックホールと化したタウ星系から逃がれて土萠教授の歪んだ研究心に惹かれるように地球に飛来し、土萠教授に無限学園を造らせて集めさせた聖体を「タイオロン・クリスタル」の代わりの糧にする。無限三角洲の「オメガエリア」に溢れた負のエネルギーを利用し、セーラー戦士の攻撃とミストレス9を吸収してタウ星系を引き込みながら地球を器化しようとしたが、セーラームーンの特攻に反応して無限三角州のエネルギーを破滅の力に還したセーラーサターンにパワーを吸い込まれ、観念してタウ星系もろともの最期を導かれた。タウ星系に続く異界への道筋はセーラープルートに封印される。第五部によると、カオスの分身の一人らしい。
初代テレビアニメ
本編ではうなり声しか上げない。ミストレス9に伝説の聖杯のエネルギーを注がれて復活した。ミストレス9もろとも無限学園を吹き飛ばすとタウ星系を引き込みながら地球を器化しようとするが、体内に侵入したセーラーサターンの破滅の力で四散消滅した。
ミストレス9（ミストレスナイン）
声優 - 皆口裕子（初代テレビアニメ）、藤井ゆきよ（Crystal） / ミュージカル 演 - 藺波知子、秋山千夏、髙橋果鈴
土萠ほたるの肉体に寄生した凶悪なダイモーン。セーラーサターンが転生したほたるの体を奪えず、その体を支配する機会を窺っている。サイコキネシスを操る。ちびうさの魂を吸収してほたるの肉体を支配すると、黒い星を額に浮かべた足元まで長い黒髪の美女に急成長。紺色のシャツ、深緑のマーメイドスカート（原作は白）、紫のリップを着用。ファラオ90を復活させてそのパートナーになろうとした。
原作と『Crystal』
「タイオロン・クリスタル」に近しいパワーを持つちびうさの「幻の銀水晶」を吸収して復活し、ファラオ90にパワーを吹き込む。切っても切ってもすぐ伸びる髪と狭い人間の体を嫌った。四守護神の聖体も吸収するが、サターンの意思に従って銀水晶と聖体を抱えたほたるの魂が肉体から離れると、パワーを失って先祖返りのようにほたるの肉体を突き破る。最期は地球を器化するファラオ90に望んで吸収された。
初代テレビアニメ
「沈黙のメシア」と呼ばれ、当初はほたるの姿でドレスを着て玉座に座っていた。ピュアな心の結晶を次々に取り込んで力を蓄え、最後にちびうさのピュアな心を吸収する。無限学園周辺に結界「オメガ・ゾーン」を作り、異空間に腕を繋げる能力でセーラームーンをさらい、ちびうさを心配するほたるのふりをして聖杯を受け取ろうとするが、ほたるが知らないはずのムーンの正体を知っていたために失敗。ウラヌス・ネプチューンの攻撃から自分を庇ったムーンに、ウラヌスとネプチューンの命と引き換えに聖杯を要求した。消えたはずのほたるの意思が教授の愛によって力を取り戻すと、ほたるの発作を利用して教授とムーンを騙し、ムーンに譲られた聖杯を犠牲にファラオ90を復活させたが、ファラオ90に捨て駒にされて無限学園崩壊に巻き込まれる。最後は父とちびうさを思う意思によってサターンの力に目覚めたほたるに敗れ、ほたるの肉体ごと塵に還った。

## 上級幹部
土萠 創一（ともえ そういち）
声優 - 神谷明（初代テレビアニメ）、桐本琢也（Crystal） / ミュージカル 演 - 矢島俊作、青木要、香音有希
ほたるの父。愛称は教授で、才能ある学生を集める私立無限学園の理事長。白衣を着た銀髪の男性で、丸眼鏡の右レンズに目玉の模様を刻んだプレートをはめている。瞳の色は紫に近い藍色（初代テレビアニメ・『Crystal』共通）。年齢は35歳くらい。その正体は異次元生物ゲルマトイド。
原作と『Crystal』
人間を凌駕する知力・体力を持つ「人間と機械が融合した『超生物』」の開発をライフワークとし、行き過ぎた動物実験や遺伝子操作を繰り返して学会を追放されたマッドサイエンティスト。研究を続けて学会を見返そうと無限洲の土地を購入するが、ビル建設中の大火災で妻・蛍子を亡くし、瀕死のほたるを超生物の実験台としてサイボーグ化した。落雷と飛来したファラオ90にダイモーンの卵を授かると、超生物の研究を「人間とダイモーンの融合」に歪めて優れた生徒を器化し続け、ほたるの延命手術の完成を放棄。ほたるに先祖代々の品と偽ってタイオロン・クリスタルのアミュレットを与えた。自らを最強の「超生物」に改造しようとダイモーンの卵と同化しており、最期は無限学園に侵入したスーパーセーラームーンに怪物の姿を現して粉砕された。
初代テレビアニメ
もとは普通の遺伝子工学者で優しい父親だったが、研究所に飛来したダイモーンの卵に大火災を起こされ、ほたるの命を助ける条件としてダイモーンの卵に憑依された。活動時は明るい場所でも丸眼鏡と半笑いの口以外の顔を黒い影で塗り潰し、優しげでおどけているが本性は冷淡。憑依していたゲルマトイドはウラヌスとネプチューンとの戦いで分離し、大量のゴムスーツに宿り2人を苦戦させたが、最後はウラヌスのスペースソードで串刺しにされて砕け散った。ゲルマトイドと分離した創一本人は正気に戻り、ミストレス9に変身したほたるを説得して攻撃され、衰弱したミストレス9を庇ってムーンに守られる。発作に苦しむほたる（を演じたミストレス9）を助けようとムーンに頼んで聖杯を渡してしまい、セーラー戦士ごと無限学園崩壊に巻き込まれる。頭と左手足に重傷を負った上に強い精神的ショックを受け、気絶から目覚めるとダイモーンに憑依されていた間の記憶を失う。その後入院し、赤子に再生したほたるを天王はるかと海王みちるに託された。『セーラースターズ』の第1話にも登場。退院してほたると穏やかに暮らしていたが、セーラーサターンの力が必要になると予期して自分のもとを訪れたせつなにほたるを預けた。
ゲーム
テレビゲーム『美少女戦士セーラームーン ANOTHER STORY』では、第3章の序盤で原作準拠の設定で登場するが、セーラームーンとセーラーサターンに敗れ、憑依していた「いしきたい」が消えると自分の過ちを悔いて消滅する。なお、同作品には前述のゴムスーツの分身とデザインの似た「せんとういんB」という雑魚キャラクターが登場する。
アニメイトカセットコレクション
テレビアニメの設定を踏襲するものの、セーラームーンの偽者の「セーラームーン・ダーク」を作り上げたり、スーパーバトルスーツ・オメガ1号を身にまといセーラー戦士と対決したりと、機械工学にも精通した典型的な悪の幹部的キャラクターとなっている。
ミュージカル
『-Un Nouveau Voyage-』では原作設定をベースにアニメ版の要素を取り入れ、人体実験を厭わない冷酷さを持ちながらほたるに父親として愛情を注いでいた。ファラオ90来訪の余波による研究所の落雷事故で右目を負傷し、瀕死のほたるを救うためにほたるとカオリたちを器化した。以来ほたるへの愛情が歪み、ほたるを「超生物」として完成させる野望に取り憑かれてミストレス9覚醒に暗躍した。その歪んだ愛の過ちをタキシード仮面に指摘されたが、ミストレス9覚醒で師ファラオ90に用済みにされて始末され、ほたるへの懺悔を口にしながら息絶えた。
カオリナイト / カオリ
声優 - 上村典子（初代テレビアニメ）、よのひかり（Crystal） / ミュージカル 演 - 花山佳子、福麻むつ美、河崎美貴、扇けい
露出過多なシャツワンピースに身を包む赤い髪の美女。仮の姿は土萠教授の秘書兼助手「カオリ（本名は黒峰カオリ）」。ほたるの世話係だが、ほたるに嫌われている。秘術師の姿では黒いロングドレスと灰色のタイツに身を包み、黒い石の首飾りとピアスを飾る（初代テレビアニメ版ではパワーアップ後の姿である）。年齢は28歳くらい。目の色はテレビアニメが鈍い光を持つ黒、『Crystal』が紫。名前の由来は陶芸に用いる鉱物カオリナイト。
原作
ファラオ90とじかにコンタクトしてタイオロン・クリスタルの恩恵を受けられる「秘術師（マグス）」の地位を持ち、水鏡を利用する透視などの呪術を操る。部下のウィッチーズ5に「聖体と器の強奪に成功すればレベルを与え、レベルを上げて勝ち残った者を秘術師にする」と約束した。元は普通の人間だったが、ほたるの改造手術に立ち会った時に落雷と現れたダイモーンの卵に器化された。土萠教授とはライバル関係で、「兵士の無駄遣いは卵の無駄遣い」と嫌味を言われ「苦労を知らない」と苛立つ場面もある。ミストレス9復活に焦って蝋人形の呪術でウィッチーズ5の魂を四守護神の精神世界に召喚したが、外部太陽系戦士の妨害で失敗。最後は自らダイモーン化して攻撃するも、スーパーセーラームーンの「レインボー・ムーン・ハート・エイク」で倒された。
初代テレビアニメ
開発したダイモーンの卵を無機物に器化し、人間のピュアな心の結晶を集めた。サイコキネシスやテレポートなどの超能力を操る。第102話でセーラームーンの正体に気づいて変身を阻んだが、セーラームーンに変装したヴィーナスの登場で失敗。うさぎのピュアな心を狙って地場衛が用意したガラスの靴を器化し、うさぎの変身を阻んでタキシード仮面をさらうがウラヌスに倒された。土萠教授に死体を回収されて再生し、黒いドレスの戦闘服に着替えた。自身を復活させた土萠教授に恋愛感情を抱いて尽くし、ほたるをいびり続ける。終盤ではちびムーンのほたるを想うピュアな心を奪って沈黙のメシア復活を成功させるが、復活早々のミストレス9に粛清されて消滅した。
『Crystal』
原作とほぼ同じだが、ダイモーンの卵と同化してファラオ90に忠誠を誓うシーンが追加された。
ミュージカル
『-Un Nouveau Voyage-』では「ナイトメアバスター」という必殺技が設定されている。

## ウィッチーズ5
第3部での反セーラーチームである魔女5人組（実際は6人）。戦闘服の形はバラバラだが、黒い星のチョーカーや、黒を取り入れたイメージカラーのドレスとタイツ、ピンクのリップといった共通点がある。
原作漫画と『Crystal』ではカオリナイトのしもべであり、無限学園の生徒の肉体とダイモーンを融合させた「超生物の完成体」。無限学園の教師を兼任して聖体を集めている。レベルによるランク制度があり、カオリナイトと同じ地位の秘術師の座を賭けてセーラー戦士の聖体と器化を狙ったが、セーラームーンと外部太陽系戦士に倒された。その後カオリナイトの呪術でセーラー戦士の蝋人形を媒介に復活し、内部太陽系戦士を醒めない夢の中に捕らえたが、セーラーネプチューンとセーラープルートに倒された。
初代テレビアニメ版では無限学園の生徒と判明しているのはテルルとビリユイのみで、普通は土萠研究所の研究員として生活し、失敗続きのカオリナイトに代わってピュアな心を奪う作戦指揮官を任され、研究所の内線電話で土萠教授と連絡を取る。普段は眼鏡と白衣を着用し、緊急事態になると白衣を脱いで戦闘服に着替える。セーラー戦士に似た要素があるが、ウィッチーズの同僚関係は非常に仲が悪く、最高幹部の座を賭けての仲間割れや自滅などで次々と死亡した。倒されるごとに研究所内のアジトの扉の「Witches5」の数字が減らされる。ユージアルとミメット以外のメンバーは一話限りのゲスト扱いだった。
ミュージカル『-Un Nouveau Voyage-』では、元はカオリナイトと同じく土萠教授の五人の助手という設定で、ほたるやカオリナイトともども落雷事故に巻き込まれて瀕死になった時にダイモーンの器にされた。
ユージアル
声優 - 川村万梨阿（初代テレビアニメ）、たかはし智秋（Crystal） / ミュージカル 演 - 津村瞳、知念紗那
ウィッチーズ5の一番手。普段は有村ゆう子（ありむら ゆうこ）を名乗る。「ファイヤー・バスター」が必殺技。命名の由来は鉱物のユージアル石。イメージカラーは赤（紅色）。真っ赤な長い髪を毛先で3本に束ねた少女。赤い星のピアスと花の飾り入りのブラに、黒いフリンジスカートと赤いズボン、赤いヒールを着用。瞳の色は赤（初代テレビアニメ・『Crystal』共通）。
原作
普段は哲学クラスと礼儀作法部を担当し、ランクはレベル78。炎を操る武闘家で、素手で繰り出す「ファイヤー・バスター」が必殺技。M山での合宿に集まった新入生徒の聖体を集めたが、滝行をしていたセーラーマーズに妨害されてメデューサに酷似したダイモーンの正体を表し、セーラームーンに倒された。他の仲間から「ウイッチーズ5を語る資格無し!」と酷評された。カオリナイトの呪術で復活すると、茶道室でマーズを待ち構えて操ろうとした。
初代テレビアニメ
失脚したカオリナイトに代わってピュアな心の結晶収集の担当者を任された。仕事熱心な努力家だが、ノリが良くマヌケな部分もある。特許出願中の自作火炎放射器「ファイヤー・バスター」を持つ。愛車の白いライトバンを乗り回し、「捕獲！」の掛け声でターゲットに自作の捕獲銃のエネルギーを照射してピュアな心を取り出した。負けそうになるとすぐ車で逃げるため、配下のダイモーンの人望は薄い。仲間に仕事のやり方を教えて「ユージアル先輩」と呼ばれているが、失敗が重なるとナメられていじめられた。天王はるかと海王みちる＝ウラヌスとネプチューンをタリスマンの持ち主と分析し、オルガンで作った殺人マシーンと捕獲銃でタリスマン奪取に成功したが、プルートにタリスマンを奪い返されて「伝説の聖杯」の力でスーパー変身したセーラームーンに敗れる。そのまま車で逃走するが、ミメットに投入されたカタツムリにブレーキを壊されて「ワゴン車のカタツムリ女は事故って死ね！」と書かれた貼り紙を発見、最期は車ごと海に転落した。その後ユージアルのロッカーには遺影と花束を吊るされ、席には腐った百合の花が置かれた。
『Crystal』
原作と設定・行動はほぼ同じだが、超生物には変身せず炎の攻撃でセーラーマーズとセーラージュピターを追い詰めるも、駆けつけたセーラームーンによって直接倒された。
ミメット
声優 - かないみか（初代テレビアニメ）、長久友紀（Crystal） / ミュージカル 演 - 本田しおり、工藤明希、井田彩花
ウィッチーズ5の二番手。普段は羽生美々（はにゅう みみ）を名乗る。性格はぶりっ子タイプ。「チャーム・バスター」が必殺技。命名の由来は鉱物のミメタイト（ミメット鉱）。イメージカラーは橙色。オレンジ色の癖っ毛をボブカットにした少女。白い宝石のティアラとピアス、星の飾りで結んだブラとフリルスカート、幾何学模様の飾り入りの黒いヒールを着用。瞳の色はオレンジ（初代テレビアニメ・『Crystal』共通）。
原作
天使の歌声を持つ人気アイドルとして活躍しながら芸能クラスの教官も担当。ランクはレベル40と最も低く、苦戦に陥るとすぐダイモーンの加勢を求め、情けないと酷評された。無限学園生徒限定のコンサートを開催してファンの聖体を集めたが、生徒に変装したセーラーヴィーナスに妨害される。同じ場所でコンサートを開催した海王みちるの器化も狙ったが、みちるをセーラーネプチューンと気づけずにネプチューンとウラヌスの連携攻撃で倒された。カオリナイトの呪術で復活すると、ヴィーナスをコンサートのゲストに招待して操ろうとした。
初代テレビアニメ
アイドルの追っかけを趣味に持ち、芸能界デビューを夢見るドジな少女。好みの美少年タレントばかり狙うので公私混同を指摘されたが、「カリスマ性の高い人間のピュアな心こそがメシアの覚醒に適している」とごまかしている。鵜から着想を得たダイモーンに命じて「沈黙のメシア」の覚醒に必要なピュアな心を飲み込ませた。配下のダイモーンには好かれており、しばしば漫才を演じる。一般人に化けた際はコンセントや乾電池で作ったスタンガンを武器にした。彼氏や芸能界デビューを夢見て脱退を考えるなど憎めなさを持つが、ユージアルに嫌がらせをした末に事故死させて作戦担当者の座を奪う陰湿な一面を持つ。第114話ではアイドルオーディションに出場、愛野美奈子と束の間の友情が芽生えるが、落選に怒って正体を現し決裂した。第120話では度重なる失敗からテルルを後任者にされ、名誉挽回を賭けてテルルの仕事を奪ったが、最後の部下のう・パソコンをセーラー戦士に倒される。ユージアルの遺した装置ウィッチーズ・エレクトリック・ワープでテレビの中に転移して攻撃を図るものの、最期は装置の欠点を知るテルルに電源を切られ、永遠にテレビの中の暗闇に閉じ込められた。
『Crystal』
原作と設定・行動はほぼ同じだが、ダイモーンを使ったことを酷評されていない。
テルル
声優 - 本多知恵子（初代テレビアニメ）、大空直美（Crystal） / ミュージカル 演 - 布川美生、岩崎亜希子、佐達ももこ
普段は照野留々（てるの るる）を名乗っている。命名の由来は元素鉱物のテルル。イメージカラーは緑。「マンドラゴラ・バスター」が必殺技。緑色の癖っ毛を角髪風のお団子ツインテールにした少女。花のようなタイトワンピース、ピンクの瓢箪型のピアス、黒いバレエシューズを着用し、全身に黒い糸を蔦のように巻いている。瞳の色は緑（初代テレビアニメ・『Crystal』共通）。
原作
4番目に出撃。普段はフィジカル（体力）クラスと無限植物園の管理人を担当、レベル404のランクを持つ。分身である妖花「テルルン」を「水をほとんどやらなくても育つ鉢植え」として販売、このテルルンはピンク色の花が咲くと周囲の人間を眠らせ、聖体を吸い取る習性があった。セーラーちびムーンの攻撃でダイモーンの姿を現し、テルルンに襲われて覚醒したセーラープルートに倒される。カオリナイトの呪術で復活すると、セーラージュピターを無限植物園に招待して花の香りで操ろうとした。
初代テレビアニメ
3番目に登場。優しげだが「怒らせると怖い」と自負し、仕事を奪ったミメットをテレビに閉じ込めた。花屋の店主に化けて妖花テルルンを販売してピュアな心を吸い取るが、テルルンを調査したセーラープルートとちびムーンたちに正体を暴かれてテルルンを破壊される。ピュアな心のみに反応するテルルンの強化型・ハイパーテルルンを戦わせ、奪ったピュアの心を持って帰還しようとしたが、タキシード仮面のバラ攻撃にケースを壊されてピュアな心をばら撒いてしまった。最後はハイパーテルルンにピュアな心の持ち主と誤認されて捕まり、脱出しようとハイパーテルルンに攻撃して共倒れした。目標欄に「いい子になる！」と書かれた生徒手帳を死の直後に落とし、無限学園とデス・バスターズの関係を決定づける証拠となった。
『Crystal』
原作と設定・行動はほぼ同じだが、セーラーちびムーンの攻撃は完全に無効化し、自ら植物の蔦に包まれたあと超生物に変身している。また、超生物としての姿は原作とは違い、緑色の肌をした人型に近い姿である。
ビリユイ
声優 - 鷹森淑乃（初代テレビアニメ）、本泉莉奈（Crystal） / ミュージカル 演 - 二木奈緒、桑原由夏、長谷川唯
普段はサイエンスクラスを担当する優等生・美堂ゆい（びどう ゆい）を名乗る。ナノロボット（ナノマシン）を制御装置で操り、敵に打ち込む「モザイク・バスター」が必殺技。命名の由来は鉱物のヴィリュイ石。イメージカラーは水色。銀髪のセミロングの少女で、モザイク柄のヘッドドレスとタイトワンピース、矢羽型のピアスと白いブーツを着用。瞳の色は水色（初代テレビアニメ・『Crystal』共通）。
原作
3番目に出撃した。ランクはレベル202。ナノロボットの制御装置をパソコンルームのパソコンに組み込み、生徒たちの聖体をナノロボットで抜き取った。無限学園に潜入捜査した水野亜美にタウ星系の模型を見せ、変身したセーラーマーキュリーを「モザイク・バスター」で追い詰めるも、ウラヌスの「スペースソード」に配下のダイモーンともども両断され、死後テルルに中途半端と評される。カオリナイトの呪術で復活すると、マーキュリーを学園のスーパーコンピューターと融合させようとした。
初代テレビアニメ
4番目に登場。人の感情を嫌って心を持たない機械だけを信じ、恋に浮かれるカオリナイトにも厳しい言葉を投げかける。ナノロボット制御装置のブレスレットで学園内のスーパーコンピュータを制御し、模擬試験を利用してピュアな心の結晶を大量に集める計画を準備、天才少女の亜美に興味を持ってサイエンスクラスで作った宇宙模型を見せたが意見が合わず、セーラーマーキュリーではないかと怪しんだ。正体を見せたマーキュリーやウラヌス・ネプチューンを追い詰め、スーパーセーラームーンの「レインボー・ムーン・ハート・エイク」で制御装置を壊されるが、そのままナノロボットに攻撃を命じて暴走させてしまう。最後は信頼するナノロボットに襲われてパニックに陥り、「愛を持たず、機械的に科学だけを信じた報いなの。かわいそうな人」と答えるマーキュリーの前で分解されて消滅し、最後に残った制御装置も消えた。
『Crystal』
原作と設定・行動はほぼ同じだが、ウラヌスに「スペースソード」で突かれて死亡し、テルルに酷評されるシーンは無かった。
シプリン
声優 - 渕崎ゆり子（初代テレビアニメ）、庄司宇芽香（Crystal） / ミュージカル 演 - 松本美千穂、天野沙恵理、Maana
ウィッチーズ5最後にして最強の魔女で、妹プチロルとは二人で一人。ウィッチーズ5で唯一人間の名前を持たない。必殺技は妹と繰り出す「リボン・バスター」。命名の由来は鉱物のシポリン。イメージカラーは青（群青色）。青い髪のお団子サイドテールをおさげにした少女。黒いリボンのドレス、クローバーのピアス、青いブーツを着用。瞳の色は青（初代テレビアニメ・『Crystal』共通）。
原作と『Crystal』
魔女養成プロフェッショナルクラスを担当、ランクはウィッチーズ5最強のレベル999のランク。タイオロン・クリスタルのアミュレットを使って悪の心を増大させる雹を作り、街を混乱に陥れた。四守護戦士と外部太陽系三戦士にも雹の魔法をかけて同士討ちを図るが、セーラームーンの「心を一つに」という願いで現れた聖杯に戦士の力が集まり、スーパー変身したムーンに二人同時に倒された。
初代テレビアニメ
無限学園生徒のピュアな心を儀式で大量搾取し、セーラー戦士を待ち構えた。プチロルとの連携でセーラー戦士の攻撃を吸収、跳ね返して追い詰めた。マーキュリーの「シャボン・スプレー」で視界を封じられ、ヴィーナスの「ヴィーナス・ラブ・ミー・チェーン」に杖を縛られてマーズの「ファイヤー・ソウル」とムーンの「ムーン・ティアラ・アクション」を吸収してパワーを増幅した所で、最後は囮となったジュピターの誘導でプチロルを誤射してしまい、同士討ちで死亡した。
プチロル
声優 - 笠原留美（テレビアニメ）、庄司宇芽香（Crystal）
シプリンの双子の妹。戦闘時に姉の影の中から出現する。必殺技は姉と繰り出す「リボン・バスター」。命名の由来は鉱物の斜プチロル沸石。イメージカラーは赤（真紅色）。ミュージカルには登場しない。赤い髪のお団子サイドテールをおさげにした少女。黒いリボンのドレス、クローバーのピアス、赤いブーツを着用。瞳の色は赤（初代テレビアニメ・『Crystal』共通）。
原作と『Crystal』
悪意を増幅させる魔法で四守護戦士と外部太陽系三戦士を相打ちさせようとしたが、セーラームーンの願いで現れた聖杯に戦士の力が集まり、誕生したスーパーセーラームーンの「レインボー・ムーン・ハート・エイク」でシプリンと共に倒された。
初代テレビアニメ
シプリンとの連携技でセーラー戦士を追い詰めたが、マーキュリーの「シャボン・スプレー」で視界を封じられ、ヴィーナスの「ヴィーナス・ラブ・ミー・チェーン」に杖を縛られてムーンの「ムーン・ティアラ・アクション」とマーズの「ファイヤー・ソウル」を吸収。囮となったマーズの誘導でシプリンを誤射してしまい、同士討ちで死亡した。

## ダイモーン
デス・バスターズ配下の怪人。ダイモーン（Daimon）とはギリシャ語で「精霊」の意味で、英語のデーモンの起源である。
原作と『Crystal』では、聖体を抜かれた人間（主に無限学園の生徒である）に植え付けられたダイモーンの卵が先祖がえりを起こした超生物の失敗作。先祖がえりを起こすと、ダンゴムシに似た巨大な怪物が人間の体を突き破って現れる。Crystalでの声優は新井良平、服部想之介。
初代テレビアニメではザコ敵の総称で、ターゲットのピュアな心の結晶を奪う目的で機械からダイモーンの卵を合成され、無機物の中に植え付けられて人型に孵る。中盤からは土萠教授の手によりダイモーン製造用の電子レンジでパンを焼くように合成された。基本的にはハイヒールを履いた女性型で、コメディチックかと思えば扇情的な表現も多い。主人と漫才じみた会話をしたり、愚痴をこぼして反抗的な態度をとることもある。何回か作成方法も含めてバージョンアップし、最終的には量産されて卵も大量保管された。セーラームーンに倒されると「ラブリー!!」（スーパー化後は「ラブ・ラブリー!!」）と断末魔の叫びをあげ、器になっていた無機物から卵が飛び出して真っ二つに割れ、悪魔の影のような靄が抜けて消滅する。なお、ミストレス9はゲルマトイドを「ダイモーン」と呼んだ。

### 初代テレビアニメ版（前期）
カオリナイト配下のダイモーンは、対象物に卵を植え付けられてタリスマンの探索の手伝いを行なった。身体のどこかにある黒い星から邪悪なエネルギーを発射し、ターゲットの人間に苦痛を与えながらピュアな心の結晶を抜き取る（そのため、若干時間がかかる欠点もある）。星の位置によっては胸や腎部などを露出させ、アメリカなどの放送では一部編集された。
基本的にはセーラームーンの「ムーン・スパイラル・ハート・アタック」で倒されるが、最初に登場したミクージだけはセーラーウラヌスの「ワールド・シェイキング」とセーラーネプチューンの「ディープ・サブマージ」で倒された。
ミクージ
声優 - 阿部道子
第90話（『S』第1回）に登場の火川神社の神木から誕生した最初のダイモーン。鈴やおみくじを飛ばして攻撃する。セーラームーンの「ムーン・プリンセス・ハレーション」を大凶トライアングルで破って変身ブローチを破壊、火野レイのピュアな心を奪っているが、背後からセーラーウラヌスとセーラーネプチューンに攻撃されて消滅した。星の位置は胸元。
アーケードゲーム『クイズ!! 美少女戦士セーラームーン 〜知力・体力・時の運〜』では、テルル配下のダイモーンとして登場している。
ネコンネル
声優 - 片石千春
第91話に登場し、猫の絵のジグソーパズルから誕生したダイモーン。ワンピースを着た猫の獣人で、元がジグソーパズルなので些細な衝撃で砕けては再生し、高い身体能力と尻尾の攻撃で内部戦士4人を圧倒、月野うさぎと地場衛も襲ったが、最後はセーラームーンの新必殺技「ムーン・スパイラル・ハート・アタック」で倒された。「〜ネル」が口癖だが、アーケードゲーム『クイズ!! 美少女戦士セーラームーン 〜知力・体力・時の運〜』では「〜ニャ」に変更されている。星の位置はスカートをめくった太腿の上。
ステアリング
声優 - 小山裕香
第92話に登場し、スポーツカーから誕生したダイモーン。F1カー並みの高速スピードで移動する。ピュアな心を持ち帰る途中、車のエンジン音やはるかとみちるが乗っていたバイクと衝突した音を声で演出した。星の位置は胸元。最後はセーラームーンに倒される。
オクターブ
声優 - 深居みさ
第93話に登場し、バイオリンから誕生したダイモーン。超高音・超音波のソプラノで「オクタ～ブ!」と歌いながら攻撃する。星の位置は腹部。
オウソージ
声優 - 松岡洋子
第94話に登場し、掃除機から誕生したダイモーン。ゾウの掃除機の頭を持つタイツの女性型で、古幡宇奈月のピュアな心を奪っていた。吸引ハリケーン・電源ケーブル鞭・ゴミ爆弾と多彩な攻撃をしてくる。星の位置は胸元。
ダイハート
声優 - 根谷美智子
第95話に登場し、ハート型モニュメントから誕生したダイモーン。コスチュームのお尻にハートの穴が空いた女性型で、幻覚攻撃を得意とする。海野ぐりおのピュアな心を奪っていた。星の位置は目元。
スカー
声優 - 江森浩子
第96話に登場し、スカーフから誕生したダイモーン。黒いマントと奇妙な仮面を付け、赤いドレスの布を伸縮させて攻撃する（元々は、デロリンマンがモチーフ）、木野まことのピュアな心を奪っていた。第二の姿（素顔）は可愛らしい女の子。星の位置は左の乳房。分裂してセーラーマーズとセーラーヴィーナスの攻撃を無効化すると、逆に布で2人を捕らえ手玉に取った。最後はセーラームーンに倒される。
ドブリン
声優 - まるたまり
第97話に登場し、プールの水から生まれたダイモーン。水泳選手の姿をしている。プールの水と水泳道具を操り、水野亜美のピュアな心を奪っていた。しかし自分自身は泳げないという弱点を持つ。星の位置は水泳帽の中の頭。
アーケードゲーム『クイズ!! 美少女戦士セーラームーン 〜知力・体力・時の運〜』では、ビリユイ配下のダイモーンとして登場している。
タイヤーン
声優 - 大野由佳
第98話に登場し、バイクから誕生したダイモーン。前輪と後輪で2体に分裂、チェーンで分身同士を繋げての体当り攻撃を繰り出す。胸元にはライトが付き、暗所の探索に利用する。セーラームーンとセーラーウラヌスを手錠で拘束した。星の位置は額。
トデーン
声優 - 丸尾知子
第99話に登場し、電車の車両から誕生したダイモーン。つり革のロープや自在にレールを作り、敵を縛りつけて攻撃する。熊田雄一郎のピュアな心を奪った。星の位置は脇の下。当初の設定画ではお尻だったが、「H過ぎる」との理由で変更された。
ハイキューン
声優 - 浦和めぐみ
第100話に登場し、バレーボールから誕生したダイモーン。ボール状のエネルギーをバレーのように自在に操る。星の位置は手。コートでのセーラーヴィーナスとの戦いでは「ヴィーナス・ラブミー・チェーン」を破り、さらにヴィーナスを拘束した。
業務用ゲーム『クイズ!! 美少女戦士セーラームーン 〜知力・体力・時の運〜』では唯一未登場のダイモーンだったが、プレイディア対応ソフト『美少女戦士セーラームーンS クイズ対決!セーラーパワー結集!!』ではセーラージュピターにクイズを出題する敵として登場している。
セニシエンタ
声優 - 吉田古奈美
第101話と第102話に登場したダイモーン。衛がうさぎの誕生日プレゼントに送ったガラスの靴から誕生した。西洋の鎧を着たガラス像型のダイモーン。カオリナイト配下のダイモーンの中では特に多弁で語尾に「○○シエンタ！」とつける。自分の体を含めてガラスを自在に操り、体からガラスの剣を作って戦い、口からガラスを吹いてタキシード仮面をガラスの中に閉じ込め人質にした。ガラス故に壊れやすい欠点があるが、ガラスの靴の販売店の保証書がついているので修理保証が利くらしい。星の位置は二の腕。
テレビゲーム『美少女戦士セーラームーン ANOTHER STORY』では物語冒頭で登場するほか、色違いのホワイトセニシエンタが登場し、アーケードゲーム『クイズ!! 美少女戦士セーラームーン 〜知力・体力・時の運〜』では、シプリンとプチロル配下のダイモーンとして登場している。

### 初代テレビアニメ版（中期）
ユージアル配下のダイモーンは、黒い星を付けずに戦闘能力に特化する。器物との合成は要請を受けた土萠教授がターゲットに合わせて行う。ピュアな心の結晶の抜き取りにはユージアルの捕獲銃が使われた。
アジトのダイモーン製造レンジから窯焼きのようにターゲットに合ったダイモーンが合成され、誕生するともやが吹き出して自分の名前を叫ぶ。合成後はコンテナの中に格納されてベルトコンベアに乗せられ、ユージアルのツーボックスのワゴン車のトランクに自動で積み込まれた。
セーラー戦士の妨害で、ユージアルがピュアな心の捕獲に失敗したり危機に陥ると、車に積載したコンテナを開封してダイモーンを登場させる。セーラームーンの「ムーン・スパイラル・ハート・アタック」で倒されるのはカオリナイト配下と同様。
ソイヤー
声優 - 大野由佳
第103話に登場し、バチ付きの小太鼓から誕生したダイモーン。太鼓をホイッスルのようにぶら下げた法被姿で、ハイヒール風の草履を履いている。「ソイヤ、ソイヤ」の掛け声で太鼓を鳴らし、相手を捕まえながら花火をまき散らす。ところが駆け付けたセーラーちびムーンの「ピンク・シュガー・ハート・アタック」で不意を突かれると、最後はセーラームーンの「ムーン・スパイラル・ハート・アタック」で倒された。
チャガーマ
声優 - ならはしみき
第104話に登場し、茶道の茶釜から誕生したダイモーン。着物を投げて相手を拘束し、「おもてなし！」の掛け声で超高温のお茶を浴びせかける。これを見たセーラーちびムーンの「ピンク・シュガー・ハート・アタック」とタキシード仮面に妨害されて怒り、必殺技と思わしき「本当のおもてなし」を見せようと着物を脱いで準備している途中、セーラームーンの「ムーン・スパイラル・ハート・アタック」で倒された。
アイアンダー
声優 - 西川宏美
第105話の回想シーンにのみ登場したダイモーン。アイロンから誕生した。セーラージュピター（木野まこと）が過去にパワー負けした敵で、まことが山籠もりして修行するきっかけとなった。
ダルマー
声優 - 佐々木優子
第105話に登場し、ダルマから誕生したダイモーン。ダルマ形態にもなる。筆の毛を針にして飛ばし、筆で敵を縛り付け、体の一部をダルマ落としのように飛ばしたり、「あっぷっぷ」と言いながら目から電撃を発射する。セーラー戦士を苦しめるが、最後はセーラージュピターの「スパークリング・ワイド・プレッシャー」で倒された。
ハードラー
声優 - 江森浩子
第106話に登場し、陸上競技のハードルから誕生したダイモーン。陸上競技の選手とスニーカーをモチーフにした姿をしている。その脚力を活かしてセーラーヴィーナスの「ヴィーナス・ラブ・ミー・チェーン」をジャンプかわし、ライン引きからテープを出す技「ハードライン」でセーラー戦士を拘束した。だが、セーラーウラヌスとセーラーネプチューンに攻撃されて怯み、最後はセーラームーンの「ムーン・スパイラル・ハート・アタック」で倒された。
チョーコッカー
声優 - 片石千春
第107話に登場し、彫刻刀から誕生したダイモーン。前衛画をモチーフにしたアシンメトリーな姿をしている。砂を成型し、動く彫刻を作り出す能力を持つ。作った彫刻は、不意打ちとはいえセーラーウラヌスを苦戦させるなど能力は高いが、元が砂のためか水に弱い。自身も水溶性の粘土で出来ているため、やはり水が弱点である。最後はセーラームーンの「ムーン・スパイラル・ハート・アタック」に倒された。
チクオーン
声優 - 阿部道子
第108話に登場し、蓄音機から誕生したダイモーン。仮面舞踏会に似たドレス姿で登場し、手からエネルギー波を出して攻撃したが、セーラーウラヌスの攻撃でドレスを破られ、蓄音機人間の正体を現す。肩に乗せた蓄音機から実体化させた巨大な音符「地獄のワルツ」で人間の中枢を破壊する特殊な音波「悪魔のヨーデル」を出すが、蓄音機を失うと攻撃手段が無くなるという弱点を持つ。セーラームーンの「ムーン・スパイラル・ハート・アタック」で倒される直前に、「ラッパを投げるんじゃなかった〜！」と叫んでいた。
ドアノブダー
声優 - 南央美
第109話に登場したダイモーン。ドアを丸々素材にする予定だったが製造レンジに入らなかったため、ドアノブ部分だけ切り取って合成された。ユージアルに「私は戸締り専門で戦闘に向いていない」と申告した通り、辺り一帯の通路を封鎖してターゲットの監禁及び邪魔者の侵入を防ぐ能力を持つが、変身前のはるかとみちるにあっさり負けてしまうなど戦闘能力は比較的低い。士気や忠誠心にも乏しく、無理矢理戦わせようとするユージアルに「コイツ（ユージアル）からやっつけた方がイイっスよ!」と口答えしたこともある。しかし最後はセーラームーンの「ムーン・スパイラル・ハート・アタック」によって倒された。

### 初代テレビアニメ版（後期）
ミメット配下のダイモーンからは、沈黙のメシアを復活させるピュアな心の収集に目的を変更された。確実にピュアな心を持ち帰れるように、ピュアな心を口から吸引してそのまま飲み込む。鵜飼いの鵜から着想を得たため、名前の上に「う」が付く。
土萠教授の製造レンジで合成された後はアタッシュケースに格納され、空港の手荷物受取場風にベルトコンベアを通してミメットの手に受け渡される。ミメットがターゲットに接近するとアタッシュケースを開封してダイモーンを繰り出した。誕生時や敗北時は、鳥型の靄が吹き出して鳴き声をあげる。製造レンジの扉やアタッシュケースに刻まれた黒い星にも、鳥の意匠が追加された。
これらのダイモーンはセーラームーンの「ムーン・スパイラル・ハート・アタック」が全く通用しないので、スーパーセーラームーンの「レインボー・ムーン・ハート・エイク」で倒されるようになった。
う・エスタン
声優 - 平松晶子
第112話に登場し、リボルバー式の拳銃から誕生したダイモーン。サボテン入りのソンブレロをかぶり、バネ仕掛けの馬に跨った女性ガンマン型。手持ちの銃はただのペイント弾だが、セーラームーンの「ムーン・スパイラル・ハート・アタック」を迎撃する威力を持つ。だが、最後はパワーアップしたスーパーセーラームーンの「レインボー・ムーン・ハート・エイク」で倒された。
う・ヘンシュウ
声優 - 安達忍
第113話に登場し、漫画の原稿から誕生したダイモーン。虎柄の洋服を着た鬼のような姿。名前どおり編集者の心を持ち、ミメットを「編集長」と呼ぶ。漫画の執筆に使われる文房具を武器し、当初はセーラーネプチューン、セーラーウラヌスの必殺技も破り優勢だったが、ウラヌスに反撃しようとしたところ増援に現れたセーラーチームの前に武器を使い果たしてしまい、最後はスーパーセーラームーンに倒された。
絵本版では、ウ・タントタントと呼ばれている。
う・タヒメー
声優 - まるたまり
第114話に登場し、マイクから誕生したダイモーン。名前どおり歌手の姿で、ネオン風の字で「STAR」と書いた派手な服装をしている。「殺人ソング」なる必殺技を持つが発声練習に時間をかけて歌詞を忘れてしまい、ようやく思い出すが攻撃が間に合わず、最後はスーパーセーラームーンに倒された。
う・トモダチ
声優 - 西原久美子
第115話に登場し、ドラマの台本から誕生したダイモーン。幼稚園児の服を着ており、「友達になってあげる！」と言って縄跳びしながら敵を吹き飛ばす。セーラー戦士に追い詰められて「友達になってあげようと思ったのに」と泣きながら逃走するが、一時的に能力を覚醒させたほたるに動きを封じられ、最後はスーパーセーラームーンに倒された。
う・バーラ
声優 - 伊藤美紀
第116話に登場し、バラの花から誕生したダイモーン。戦いの中で何度もパワーアップし、ムチのようにしなる伸縮自在の腕でセーラームーンたちを追い詰めた。一時的に能力を覚醒させたほたるにエネルギーを吸収されて枯れてしまい、最後はスーパーセーラームーンに倒された。
う・ンドーカイ
声優 - 松岡洋子
第117話に登場し、巻貝とゼッケンから誕生したダイモーン。大きな巻き貝を背負い、体操着を着たツーブロックのボーイッシュな女性型。合成後は教授直々にウィッチーズ5の部屋に赴き、う・ンドーカイが入ったアタッシュケースをミメットに直接手渡した。炎を纏う大玉転がしなどの運動会に因む攻撃を得意とし、ピンチになると貝の中に隠れる。ターゲットからピュアな心を奪って撤退しようとしたが、体調を崩して座り込んだほたるを心配して声をかけたところ、一時的に能力が覚醒したほたるに吹き飛ばされて貝の中に隠れ、セーラーちびムーンに貝の中を攻撃されて堪らずに出てしまい、最後はスーパーセーラームーンに倒された。
う・イカサマン
声優 - 川浪葉子
第118話に登場したダイモーン。賭博用のカードが素材となるはずだったが、ミメットが勝手に大量のギャンブル用具や関連書籍をブレンドしたせいで暴走した製造レンジから誕生した。トランプのクイーンの顔を持つバニーガール型で、どこかうさん臭くギャンブル狂いで自分でも「変なダイモーン」を自称する。土萠邸の中に強力な虚数空間を作り自在に操る。「暴力は良くない、平和を愛する悪者」が口癖だが、チェックメイトすると爆発するチェス板を使うなどのイカサマばかりしてセーラー戦士を捕獲する下品な性格を持つ。しかし、ちびうさとほたるの頭脳タッグに敗れ、最後は脱出したスーパーセーラームーンに「暴力反対〜！」と叫びながら倒された。
う・チョウテン
声優 - 大谷育江
第119話に登場。天球儀から誕生したダイモーン。帽子を被ったツインテールの女性型で、星型の前掛けと星型のニプレス以外はほぼ全裸。アメリカでは当初登場エピソードを放送されず、後に大幅な修正を加えて放送された。名前の通り、優位になったりミメットに褒められるとすぐ有頂天になって高笑いする。「お星様にー、お願い！」の掛け声で帽子の黒い星から星型の光線を発射し、その威力は壁を星型に貫通する。タキシード仮面の薔薇攻撃に帽子の星を潰されて攻撃不能に陥るが、プラネタリウム型の帽子を内側に被っていることに気づいてより多くの光線を使えるようになり、セーラー戦士に付け入る隙を与えなかった。一時的に能力を覚醒させたほたるに動きを封じられ、最後はスーパーセーラームーンに倒された。
う・パソコン
声優 - 松井摩味
第120話に登場し、パソコンから誕生したダイモーン。胸にパソコンを装着したアシンメトリーの着こなしの女性型で、ターゲットのアシモフ教授が見惚れるほどの美形。マウスなどのパソコンの周辺機器を使って攻撃し、セーラー戦士5人を相手に互角以上の戦いを見せたが、セーラーちびムーンの攻撃で注意を逸らした隙を突かれてスーパーセーラームーンに倒された。

### 初代テレビアニメ版（終盤）
下記の他に第124話にて赤い体色のゲル状のダイモーン（なりそこない(ゴーストダイモーン)）の大群がセーラー戦士たちの前に立ちはだかるが、あっけなく倒されている。
レンジー
声優 - 深居みさ
第127話（『S』最終回）に登場。崩壊した無限学園の跡地に一つだけ残っていたダイモーンの卵が羽化、真っ赤なスライム状の幼体がダイモーン製造レンジに入り込み、レンジそのものと合体して誕生したダイモーン。町中の人々から無差別にピュアな心の結晶を奪い、駆けつけたセーラー戦士たちと戦った。セーラームーンが聖杯を失い、スーパー変身できなくなったことでセーラー戦士を苦戦させたが、最後はセーラームーンの必殺技「ムーン・スパイラル・ハート・アタック」で倒された。

### その他
クイーズ
プレイディア対応ソフト『美少女戦士セーラームーンS クイズ対決!セーラーパワー結集!!』とてれびっこコードレス対応ソフト『美少女戦士セーラームーンS こたえてムーンコ〜ル!』に登場し、絵本から誕生した。星の位置は喉。
ハデーネ
キャラクターショーに登場し、懐中時計から誕生した。
キザーヨ
キャラクターショーに登場し、携帯電話から誕生した。なお、ダイモーンの中では唯一の男性である。

## 関連用語
タウ星系
ファラオ90が統治していたデス・バスターズの母星。理由は不明だが、ブラックホールと化して滅亡してしまった。ファラオ90曰く「暗黒さえも飲み込む重力の墓場と成り果てた我が死のふるさと」。
超生物
原作および『Crystal』での土萠教授のライフワーク。本来は人間と機械とが融合した人間の数百倍の頭脳と体力を持った長命種のことだったが、異生物による襲来で異生物と人間とが融合した生物のことになってしまった。
完成体は土萠教授（ゲルマトイド）やカオリ（カオリナイト）、ウィッチーズ5と後に登場するミストレス9のみである。血が通っていないため、体温は低い。
人間の姿を捨てて異生物へ変身した姿をセーラー戦士が「ダイモーン」と表現することもある。
器
原作および『Crystal』では身体・肉体のこと。魂の入れ物。魂を抜き取った器に異生物の卵を植えつけることを器化（うつわか）という。融合には時間がかかり、失敗するとダイモーンとなってしまう。なお、ファラオ90の器は地球である。
初代テレビアニメ版では、ダイモーンや「異次元生命体」を入れる入れ物。生物でも非生物でもよい。
先祖がえり
原作および『Crystal』に登場。本来は祖先や祖父母からの劣性形質が父母の世代を飛び越えて現れる隔世遺伝を指すが、本作ではダイモーンが器化された人間の体を突き破る現象を指す。こうなるとセーラームーンでも助けられない。
聖体（オスティー）
原作と『Crystal』に登場。人間の美しい魂のこと。デス・バスターズによってファラオ90に捧げられ、タイオロン・クリスタルを維持する糧になる。
ピュアな心
初代テレビアニメ版に登場。人間の「純粋な心」の結晶で、前述の聖体に相当するものとしてデス・バスターズが集めている。漢字では「純な心」と書く。小さなピンク色の結晶体で、長い間抜かれると命にも関わる。美奈子が本屋で立ち読みした『ピュアな心のすすめ』には「一途に熱中する心」と書かれている。第102話では心が純粋なほど輝きが強いことが明らかになっている。
無限学園
ファラオ90の創った私立学園で、ほたるの父・土萠教授がオーナー。無限洲駅付近に存在。60階建てのビルが校舎で、裏にはほたるの自宅で土萠教授が所長を務める「土萠研究所」がある。
原作および『Crystal』では併設予備校として「無限予備校」があり、成績優秀な生徒は無限学園の学費が免除される。また、M山という山で新入生キャンプを行い、真夜中にオリエンテーションと称した洗脳集会を行っていた。
幼等部から大学院までの一貫教育を行っている。クラスは哲学・芸能・サイエンス・フィジカル・プロフェッショナルの5つがある。一部では、「魔女養成学校」と呼ばれている。優秀な生徒が教官となって教義指導をすることもあり、ウィッチーズ5の扮した5人の生徒がその例である。
ほたるは初等部に通っており、また、天王はるかと海王みちるは高等部の生徒として潜入していた。
原作および『Crystal』でカオリナイトの術で侵された際には「無限迷宮」（ラビリンス・ムゲン）へと変貌、ビルは蔦で覆われ、その周りはジャングルのようになっていた。学長室でセーラー戦士5人の蝋人形に呪いを掛け、再生されたウィッチーズ5が幻覚を見せて5人を惑わし、士気を奪った。自力で幻覚に打ち勝ったのはセーラームーンだけで、他の4人は手に堕ちてしまったが、外部太陽系3戦士の助けで解かれた。
原作および『Crystal』では東京湾埋め立てプロジェクトの中心地となっている「無限洲」に、初代テレビアニメ版では東京都品川区の天王洲にあった。
無限洲駅のモデルは天王洲アイル駅で、無限学園ビルはその付近のシーフォートスクエア、ビル上部はスフィアタワー天王州がモデル。
無限記念ドーム
原作で登場。無限学園の敷地内にある日本一の多目的巨大ホールのこと。こけら落しのコンサートに、羽生美々や海王みちるが参加した。
地下実験室
無限学園の地下の立入禁止区域に存在する実験室。原作および『Crystal』では動物実験室の奥に危険区域があり、ダイモーンが捕獲されていた。初代テレビアニメ版ではぬいぐるみに囲まれた沈黙のメシアの高座が存在する。
無限植物園
原作で登場。無限学園内にあるテルルが担当する植物園。テルルとの戦闘時に死亡者が出て閉鎖された。
オメガ・エリア / オメガ・ゾーン
原作および『Crystal』での名前は「オメガ・エリア」。オメガ型（Ω）の異常な「気（オーラ）」で「無限洲」を中心とした三角洲一帯を包むエネルギー空間のこと。異生物の襲来以前から存在する。
初代テレビアニメ版での名前は「オメガ・ゾーン」。無限学園を暗黒エナジーで包む結界。ミストレス9が作り出す。
タイオロン・クリスタル
原作・『Crystal』に登場するデス・バスターズの命の源。土萠研究所に安置され、小型の結晶はほたるが「アミュレット」として持たされている。元々は「幻の銀水晶」に近い力を持っていたようだが、その力は失われつつあり聖体を捧げ続けなければ単なる石ころ同然になってしまうらしい。
ファイヤーバスター
原作および『Crystal』では、ユージアルが自らの力で繰り出す火炎攻撃。
初代テレビアニメ版ではユージアルの火炎放射器で、実用新案出願中の武器となっている。セーラームーンの必殺技「ムーン・スパイラル・ハートアタック」に打ち勝つが、ヴィーナスの攻撃で壊れた。それ以後、ユージアルは「喫煙禁止」マークが付いた強化型のスーパーファイヤーバスターを用いている。
ウィッチーズ・エレクトリック・ワープ
初代テレビアニメ版のみ登場。ユージアルが開発した機械で、後任のミメットが使用した。これは機械内部に入り込んでモニターに映し出して使用するもので、巨大モニターによって身体を巨大化して映し出すと共に武器能力も強化できるが、機械内にいる時に電源プラグを抜かれると永遠に閉じ込められてしまうという欠点がある。